# Onufry Laskowski
Onufry Jakub Laskowski OFM (ur. 1 września 1805 w Kazimierzu koło Rumi, zm. 22 czerwca 1889 w Nowym Mieście Lubawskim) – polski kapłan, franciszkanin, prowincjał.

## Życiorys
O. Onufry Laskowski przyszedł na świat w kaszubskiej wsi Kazimierz pod Rumią 1 września 1805. Rumia należała wówczas do Królestwa Prus. Do Zakonu Braci Mniejszych − franciszkanów − wstąpił w czerwcu 1823 w klasztorze w Żurominie (Pruska Prowincja Reformatów pw. Wniebowzięcia NMP). Tam też odbył nowicjat i złożył 10 czerwca 1824 śluby zakonne. Następnie studiował retorykę w Zarębach Kościelnych (1824-1825), filozofię i historię Kościoła we Włocławku (1825-1828) oraz teologię w Płocku (1828-1830). Święcenia kapłańskie przyjął w Płocku 1 lutego 1829.
W latach 1832–1837 uczył w szkole elementarnej we Włocławku. Następnie był prefektem kalwarii w Wejherowie oraz gwardianem w Żurominie, pracując jednocześnie jako misjonarz ludowy i kaznodzieja. W prowincji pełnił urząd sekretarza prowincjalnego (1840-1843) oraz definitora (1849-1852). Od 1854 do 1858 był gwardianem w Łąkach Bratiańskich. Gdy dekretem In regimine universi Ordinis z 12 maja 1855 generał zakonu Wenanty z Celano powołał do istnienia Prowincję Niepokalanego Poczęcia NMP w Prusach i w Wielkim Księstwie Poznańskim, o. Laskowski został ustanowiony jej kustoszem, czyli zastępcą prowincjała; urząd ten zaczął wówczas pełnić o. Pacyfik Bydłowski OFM. Gdy o. Bydłowski wyjechał w 1856 na kapitułę generalną do Rzymu, o. Laskowski wybrany został komisarzem prowincji na czas nieobecności prowincjała.
Podczas odbytej 24 września 1858 kapituły prowincjalnej w Łąkach Bratiańskich o. Laskowski wybrany został prowincjałem Prowincji Niepokalanego Poczęcia NMP w Prusach i w Wielkim Księstwie Poznańskim. Urząd ten pełnił do 1861. W 1870 o. Laskowski ponownie został wybrany prowincjałem - drugi raz. Gdy bracia wybrali go po raz trzeci prowincjałem w 1873, zrezygnował ze względu na wiek. Do kasaty prowincji i zamknięcia 27 września 1875 konwentu w Łąkach Bratjańskich duszpasterzował i zajmował się kierownictwem duchowym. W 1875 osiadł przy parafii w Nowym Mieście Lubawskim, gdzie obchodził 50-tą i 60. rocznicę przyjęcia święceń kapłańskich. Zmarł 22 czerwca 1889 i został pochowany na miejscowym cmentarzu.